# Dumoulin-Inseln
Die Dumoulin-Inseln  sind eine unbewohnte Inselgruppe im Louisiade-Archipel. Politisch sind sie Teil der Provinz Milne Bay im südöstlichen Papua-Neuguinea. 
Die Dumoulin-Inseln gehören zu den westlichen Ausläufern des Louisiade-Archipels. Sie befinden sich 25 km südlich der Insel Sideia und 40 km östlich der Brumer-Inseln. Die Inselgruppe besteht aus vier kleinen Inseln und zwei Nebeninseln.
Die vier Inseln ragen aus einem unterseeischen Schelf von etwa 6 km Länge bis zu 110 m über dem Meeresspiegel auf. Die Inseln messen nur wenige hundert Meter im Durchmesser. Sie sind hügelig, mit steilen Hängen und Klippen und dicht bewaldet. 
Baiiri, die größte Insel, befindet sich am westlichen Ende der Gruppe, die zweitgrößte Insel Ana Karu Karua am östlichen Ende. 
Im Norden der Dumoulin-Inseln liegt ein großes Gebiet von Untiefen und Riffen, die Siriki-Untiefen (Siriki Shoals), im Süden ist ein langes unterseeisches Barriereriff. 